# Phygadeuon elegans
Phygadeuon elegans là một loài tò vò trong họ Ichneumonidae.